# Ouzun Oube
Ouzun Oube – wieś w Iranie, w ostanie Azerbejdżan Zachodni, w szahrestanie Mijandoab. W 2006 roku liczyła 788 mieszkańców.